# 玛丽·瓦泰尔
玛丽·瓦泰尔（法語：Marie Wattel，1997年6月2日—）生于里尔，是一名法国女子游泳运动员，主攻自由泳和蝶泳。她在7岁时开始练习游泳，16岁时加入尼斯奥林匹克游泳俱乐部，成为职业选手。2016年，她参加里约奥运，在女子100米蝶泳项目上止步预赛。里约奥运过后，她为了提升自己而开始在英国拉夫堡训练。